# Georg Simon Ohm
Georg Simon Ohm [géork símon óm], nemški fizik, * 16. marec 1789, Erlangen, Nemčija, † 6. julij 1854, München.

## Življenje in delo
Ohm je leta 1826 odkril sorazmernostno povezavo med električno napetostjo in električnim tokom, znano kot Ohmov zakon. Zakon je leto kasneje 1827 zapisal v delu Matematično delo o električnem krogu (Die galvanische Kette, mathematisch bearbeitet).
Za svoje znanstvene dosežke je Ohm leta 1841 prejel Copleyjevo medaljo Kraljeve družbe iz Londona.
Po njem se imenuje izpeljana enota mednarodnega sistema enot za merjenje električnega upora (električne upornosti), impedance in reaktance - ohm, kakor tudi tehniška visoka šola/univerza v Nürnbergu (Technische Hochschule Nürnberg Georg Simon Ohm).

## Sklic
1. ↑  data.bnf.fr: platforma za odprte podatke — 2011.
2. 1 2  MacTutor History of Mathematics archive — 1994.
3. 1 2  www.accademiadellescienze.it
4. ↑  Encyclopædia Britannica